# Now and Forever: The Hits
Albums de TLC
3D
(2002) Crazy Sexy Hits: The Very Best of TLC
(2007)
Now and Forever: The Hits est une compilation de TLC, sortie le 30 septembre 2003.
L'album s'est classé 22e au Top R&B/Hip-Hop Albums et 53e au Billboard 200.

## Liste des titres
| No  | Titre                                         | Album original                         | Durée |
| --- | --------------------------------------------- | -------------------------------------- | ----- |
| 1.  | Ain't 2 Proud 2 Beg (US 7 mix)                | Ooooooohhh... On the TLC Tip           | 4:08  |
| 2.  | What About Your Friends (Radio Edit with Rap) | Ooooooohhh... On the TLC Tip           | 4:04  |
| 3.  | Hat 2 da Back (Radio Mix)                     | Ooooooohhh... On the TLC Tip           | 4:07  |
| 4.  | Get It Up (Radio Edit)                        | Bande originale du film Poetic Justice | 4:14  |
| 5.  | Baby-Baby-Baby (Radio Edit)                   | Ooooooohhh... On the TLC Tip           | 3:58  |
| 6.  | Creep                                         | CrazySexyCool                          | 4:26  |
| 7.  | Red Light Special (Radio Edit)                | CrazySexyCool                          | 4:37  |
| 8.  | Waterfalls (Single Edit)                      | CrazySexyCool                          | 4:18  |
| 9.  | Diggin' on You                                | CrazySexyCool                          | 4:14  |
| 10. | Kick Your Game                                | CrazySexyCool                          | 4:18  |
| 11. | Silly Ho (Edited Version)                     | FanMail                                | 4:15  |
| 12. | No Scrubs (Main Mix with Rap)                 | FanMail                                | 4:39  |
| 13. | Unpretty (Radio Edit)                         | FanMail                                | 4:00  |
| 14. | Come Get Some (featuring Lil Jon et Sean P)   | Inédit                                 | 4:19  |
| 15. | Girl Talk                                     | 3D                                     | 3:35  |
| 16. | Damaged                                       | 3D                                     | 3:51  |
| 17. | Whoop De Woo                                  | Inédit                                 | 3:52  |
| 18. | In Your Arms Tonight                          | 3D                                     | 4:30  |
| 19. | Turntable                                     | 3D                                     | 3:25  |

| 20. | I Bet (featuring O'so Krispie) | 3:33 |

| 1. | Ain't 2 Proud 2 Beg | 5:33 |
| 2. | Creep               | 4:38 |
| 3. | Waterfalls          | 6:00 |
| 4. | No Scrubs           | 4:40 |
| 5. | Unpretty            | 6:21 |